# Hyakka Ryouran Samurai Girls
Hyakka Ryōran Samurai Girls (百花繚乱 SAMURAI GIRLS) é uma light novel escrita por Akira Suzuki, com uma adaptação em anime feita pelo estúdio ARMS, entrando entrando no ar em outubro de 2010, cujo primeiro episódio foi exibido no dia 4.
A série é baseada no período Sengoku do Japão, apesar de ser ambientado nos dias atuais.

## Enredo
A série mostra um Japão num universo alternativo onde as influências externas nunca o atingiram e a Dinastia Tokugawa ainda está no poder. Passa-se num dojô ao pé do monte fuji cujo Muneakira Yagyu foi convidado a tomar conta. Ao chegar lá, se depara com Sanada Yukimura e sua subordinada Matabei Goto. As duas se dizem rebelde ao conselho estudantil, comandado por Sen Tokugawa, filha mais velha do Xogum. Ambas estão lá para espionagem e são descobertas por Sen. Muneakira, Matabei e Sanada fogem pelo subterrâneo e lá despertam Jubei Yagyu, uma mestre-samurai. Após uma trégua entre Os rebeldes e Sen, todos se unem para combater uma entidade maligna que ameaça recobrir o Japão

## Personagens
- Muneakira Yagyu (柳生 十兵衛 三厳)

Muneakira é um General Samurai que chega à cidade para comandar o Dojô. É amigo de infância de Sen Tokugawa e conhece Sanada e Matabei. Misteriosamente, seu beijo transforma samurais mundanas em Mestres Samurais, com poder destrutivo acima de todos.
- Jūbei Yagyū (柳生 十兵衛 三厳)

Primeira Mestre-Samurai criada por Muneakira com a marca contratual entre os seios. Possui um poder de luta superior a cinco milhões, mas no estado de Mestre, é extremamente sádica, mas é uma guerreira honrada e concede o respeito para aqueles a quem julga merecedores. Porém, na forma normal, é amnésica perante sua vida anterior, e tem uma obsessão fraternal por Muneakira. É cabeça de vento, inocente e age feito uma criança, reforçado pelo fato dela falar de si mesma na terceira pessoa. Suas armas são o conjunto Daisho, com uma Katana colorida de modo incomum.
- Sanada Yukimura (真田 幸村)

Estudante colegial de treze amos. Segunda mestre-samurai criada por Muneakira, com a marca da sabedoria na nádega esquerda. Utiliza leques para manipular os ventos, mas não detém controle de seu poder na forma de mestre-samurai. Também sente uma atração por Muneakira. Seu grito de transformação é Fushaku Shinmyo que significa "Dedicação auto-sacrificada".
- Matabei Goto (後藤 又兵衛)

Guarda-costas e serva leal de Yukimura. Sua arma é uma lança e também pode usar uma Wakizashi que usa de ornamento de cabelo.
- Naoe Kanetsugu (直江 兼続)

Auto-proclamada guerreira do amor e amiga de infância de Yukimura. Foi publicamente humilhada pela mesma quando criança e ainda guarda desgosto do fato. Foi enviada pelo irmão de Sen, Yoshihiko, para espionar as ações de Yukimura e Sen. Suas falas são em tom formal. Sua ferramente é um martelo decorado, capaz de derrubar portões pesados e criar fissuras na terra quando manuseado.
- Sen Tokugawa (徳川 千)

Amiga de infância de Muneakira e a filha mais velha do Shogunato Tokugawa. Aparentemente, também tem atração por Muneakira e inicialmente, age como uma Tsundere. Sempre procura impor sua opinião, não importa qual seja. Extremamente ciumenta para qualquer garota que se aproxima de Muneakira, e esse ciúmes a faz tomar decisões impulsivas, como quando obrigou Muneakira a usar um capacete para impedir qualquer beijo iminente. Depois, ela revela seus sentimentos e o beija, transformando-se num mestre-samurai. Sua arma é uma naginata com a guarda trabalhada.
- Hanzō Hattori (服部 半蔵 美成)

Serva leal de Sen e líder da polícia estudantil. É insinuado que possui feitiches por Sen e que é masoquista, em busca de abusos por parte de Sen. Sua arma é uma lança de dois gumes e pode atirar um número ilimitado de kunais, shurikens e qualquer outro material arremessável de seu vestido.

## Curiosidades
- Muitos dos personagens possuem nomes de famosos samurais do período Sengoku.
- Esta animação já tem a sua segunda temporada sendo transmitida sob o título de Hyakka Ryouran Samurai Bride.

## Trilha sonora

### Abertura
1. "Last Vision for Last" - Faylan

### Encerramento
1. "Koi ni Sesse Tooryanse" - Aoi Yuuki, Minako Kotobuki e Rie Kugimiya

## Lista de Episódios
- 01. O Primeiro Beijo
- 02. Reencarnação de Corpo Nu
- 03. A Verdadeira Identidade do Mestre Samurai
- 04. Ei, Me Dê Um Beijo?
- 05. A Guerreira do Amor Aparece
- 06. O Monstro Marinho Ataca
- 07. A Sombra que Cobre o Grande Japão
- 08. A Escrava do Beijo
- 09. O Retorno do General
- 10. Prisão do Olho Maligno
- 11. A Samurai da França
- 12. Beijo de Despedida

- Há ainda 06 OVAS já lançados antes da segunda temporada, que já está sendo exibida no Japão.